# Hans Detlef Ahrens
Hans Detlef Otto Ahrens (* 20. Februar 1931 in Berlin; † 15. Mai 2020 in Wolfsburg) war ein deutscher Offizier, zuletzt Generalmajor der Panzeraufklärungstruppe der Bundeswehr.

## Leben
Ahrens wurde in Berlin geboren, wo er das Abitur und eine anschließende Lehre zum Maurer absolvierte.
1952 begann Ahrens den Dienst als Bereitschaftspolizist des Bundeslandes Nordrhein-Westfalen und war 1955 und 1956 bei der Landespolizeischule in Münster als Ausbilder eingesetzt. Gleichzeitig studierte er an der Universität Münster Rechtswissenschaften. Am 3. Mai 1956 trat Ahrens als Panzerschütze beim Panzeraufklärungslehrbataillon in Bremen-Grohn zur Eignungsprüfung an. Am 1. September 1956 trat Ahrens schließlich unter Beförderung zum Fahnenjunker in die 3. Kompanie des Bataillons ein. Als Teilnehmer des OAJ 2 war er ab dem 1. Oktober zum Lehrgang an der Heeresoffiziersschule in Hannover kommandiert. Weitere Teilnehmer des Lehrgangs waren Heinz Kasch, Hansgeorg Model und Godehard Schell. Ahrens bestand den Lehrgang Ende Februar 1957 und wurde zum Leutnant befördert. Im März war er für drei Monate an die Panzeraufklärungsschule in Bremen beordert. Am 3. Juni meldete sich Ahrens zum Dienstantritt beim Panzeraufklärungsbataillon 3 in Lingen und wurde als Zugführer des Panzerpionierzuges eingesetzt. Im Juli 1958 wechselte er in den Stab des Bataillons und wirkte als S1/S2 Offizier, bevor er im August unter Beförderung zum Oberleutnant an die Heeresoffizierschule II in Hamburg versetzt wurde. Am 1. April 1959 wurde Ahrens zum Kompaniechef im Panzeraufklärungsbataillon 1 in Braunschweig ernannt, tat aber zunächst bis Ende April als Adjutant bei einer Stabsübung des I. Korps Dienst. Anschließend übernahm er die mit M41 Walker Bulldog Panzern ausgestattete 3. Kompanie des Bataillons. Am 1. April 1961 wurde Ahrens zum Hauptmann befördert. Ab 1963 absolvierte Ahrens die Generalstabsausbildung an der Führungsakademie der Bundeswehr als Teilnehmer des 6. Generalstabslehrgang des Heeres und nahm anschließend ab 1965 wechselnde Verwendungen als G4 und G3 der Panzerbrigade 8 in Lüneburg, Referent im Bundesministerium der Verteidigung und Kommandeur des Panzeraufklärungsbataillons 5 (1970–1973) in Sontra wahr. Später wurde er Inspizient Personalstruktur und als Oberst Gruppenleiter im Heeresamt in Köln, von Oktober 1977 bis Ende März 1982 Kommandeur der Panzergrenadierbrigade 1 in Hildesheim und schließlich von April 1982 bis Ende September 1987 Kommandeur der Schule gepanzerte Kampftruppen in Munster. 1990 schied Ahrens, inzwischen zum Generalmajor aufgestiegen, aus dem aktiven Dienst aus. Zuletzt war er als Stellvertreter des kommandierenden Generals und Kommandeur der Korpstruppen des I. Korps in Münster tätig.
Seinen Ruhestand verlebte Ahrens in Hoitlingen, wo er als Lokalpolitiker wirkte. Ebenso war er als Beirat des Panzermuseums Munster sowie als Sprecher des „Freundeskreises Panzeraufklärer“ aktiv und weiterhin mit der Bundeswehr verbunden.

## Familie
Ahrens war verheiratet mit Rosemarie geb. Herbold. Das Paar hatte einen Sohn und eine Tochter.

## Ehrungen
Ahrens wurde am 9. Oktober 1981 mit dem Verdienstkreuz am Bande und am 31. August 1989 mit dem Verdienstkreuz 1. Klasse des Verdienstordens der Bundesrepublik Deutschland ausgezeichnet.

## Schriften
- Demontage: Nachkriegspolitik der Alliierten., 1982, Universitas Verlag München  ISBN 978-3-8004-0898-6